# Guineische Fußballnationalmannschaft
Die guineische Fußballnationalmannschaft, auch Syli National(e) genannt, ist das Auswahlteam der Fédération Guinéenne de Football. Guinea konnte sich bisher noch nie für die Endrunde der Fußball-Weltmeisterschaft qualifizieren und belegte als bestes Resultat in der Fußball-Afrikameisterschaft 1976 den zweiten Platz. Bei der Fußball-Afrikameisterschaft 2012 gewann Guinea zwar gegen Botswana mit 6:1, womit erstmals wieder nach 42 Jahren eine Mannschaft bei der Afrikameisterschaft ein Spiel mit fünf Toren Unterschied gewann, durch die Niederlage gegen Mali und das Remis gegen Ghana schied Guinea aber bereits in der Vorrunde aus.

## Turniere

### Olympische Spiele
Die Guineische Fußballnationalmannschaft nahm erstmals 1968 bei den Olympischen Spielen an einem internationalen Fußballturnier teil.
| 1968 in Mexiko-Stadt | Vorrunde           |
| 1972 in München      | nicht qualifiziert |
| 1976 in Montreal     | nicht qualifiziert |
| 1980 in Moskau       | nicht teilgenommen |
| 1984 in Los Angeles  | nicht qualifiziert |

Nach 1984 nahm die A-Nationalmannschaft nicht mehr an den Olympischen Spielen und den Qualifikationsspielen dazu teil, eine Olympiamannschaft konnte sich noch nicht qualifizieren.

### Weltmeisterschaft
| 1930 in Uruguay        | nicht teilgenommen                 |
| 1934 in Italien        | nicht teilgenommen                 |
| 1938 in Frankreich     | nicht teilgenommen                 |
| 1950 in Brasilien      | nicht teilgenommen                 |
| 1954 in der Schweiz    | nicht teilgenommen                 |
| 1958 in Schweden       | nicht teilgenommen                 |
| 1962 in Chile          | nicht teilgenommen                 |
| 1966 in England        | zurückgezogen                      |
| 1970 in Mexiko         | Anmeldung durch die FIFA abgelehnt |
| 1974 in Deutschland    | nicht qualifiziert                 |
| 1978 in Argentinien    | nicht qualifiziert                 |
| 1982 in Spanien        | nicht qualifiziert                 |
| 1986 in Mexiko         | nicht qualifiziert                 |
| 1990 in Italien        | nicht qualifiziert                 |
| 1994 in den USA        | nicht qualifiziert                 |
| 1998 in Frankreich     | nicht qualifiziert                 |
| 2002 in Südkorea/Japan | disqualifiziert                    |
| 2006 in Deutschland    | nicht qualifiziert                 |
| 2010 in Südafrika      | nicht qualifiziert                 |
| 2014 in Brasilien      | nicht qualifiziert                 |
| 2018 in Russland       | nicht qualifiziert                 |
| 2022 in Katar          | nicht qualifiziert                 |

### Afrika-Cup
| 1957 in Sudan                      | nicht teilgenommen |
| 1959 in Ägypten                    | nicht teilgenommen |
| 1962 in Äthiopien                  | nicht teilgenommen |
| 1963 in Ghana                      | disqualifiziert    |
| 1965 in Tunesien                   | nicht qualifiziert |
| 1968 in Äthiopien                  | nicht qualifiziert |
| 1970 in Sudan                      | Vorrunde           |
| 1972 in Kamerun                    | nicht qualifiziert |
| 1974 in Ägypten                    | Vorrunde           |
| 1976 in Äthiopien                  | Zweiter            |
| 1978 in Ghana                      | nicht qualifiziert |
| 1980 in Nigeria                    | Vorrunde           |
| 1982 in Libyen                     | nicht qualifiziert |
| 1984 in der Elfenbeinküste         | nicht qualifiziert |
| 1986 in Ägypten                    | nicht qualifiziert |
| 1988 in Marokko                    | nicht qualifiziert |
| 1990 in Algerien                   | nicht qualifiziert |
| 1992 in Senegal                    | nicht qualifiziert |
| 1994 in Tunesien                   | Vorrunde           |
| 1996 in Südafrika                  | nicht qualifiziert |
| 1998 in Burkina Faso               | Vorrunde           |
| 2000 in Ghana/Nigeria              | nicht qualifiziert |
| 2002 in Mali                       | disqualifiziert    |
| 2004 in Tunesien                   | Viertelfinale      |
| 2006 in Ägypten                    | Viertelfinale      |
| 2008 in Ghana                      | Viertelfinale      |
| 2010 in Angola                     | nicht qualifiziert |
| 2012 in Gabun und Äquatorialguinea | Vorrunde           |
| 2013 in Südafrika                  | nicht qualifiziert |
| 2015 in Äquatorialguinea           | Viertelfinale      |
| 2017 in Gabun                      | nicht qualifiziert |
| 2019 in Ägypten                    | Achtelfinale       |
| 2022 in Kamerun                    | Achtelfinale       |
| 2024 in der Elfenbeinküste         | Viertelfinale      |
| 2025 in Marokko                    | nicht qualifiziert |

### Afrikanische Nationenmeisterschaft
- 2009: nicht qualifiziert
- 2011: nicht qualifiziert
- 2014: nicht qualifiziert
- 2016: Vierter
- 2018: Vorrunde
- 2020: 3. Platz (Turnier wegen der COVID-19-Pandemie in den Januar 2021 verschoben)
- 2023: nicht qualifiziert
- 2025: qualifiziert

### Amilcar Cabral-Cup
- 1979 Dritter
- 1980 Dritter
- 1981 Sieger
- 1982 Sieger
- 1983 Vorrunde
- 1984 Vorrunde
- 1985 Vorrunde
- 1986 Halbfinale
- 1987 Sieger
- 1988 Sieger
- 1989 Zweiter
- 1991 Vorrunde
- 1993 Vorrunde
- 1995 Vorrunde
- 1997 Dritter
- 2000 Dritter
- 2001 nicht teilgenommen
- 2005 Sieger
- 2007 Vorrunde

## Rekordspieler
Stand: 19. November 2024
Fett markierte Spieler sind noch aktiv.
| #   | Name                 | Zeitraum  | Spiele | Tore |
| --- | -------------------- | --------- | ------ | ---- |
| 1.  | Issiaga Sylla        | 2011-0000 | 86     | 03   |
| 2.  | Pascal Feindouno     | 1998–2012 | 85     | 30   |
| 3.  | Ousmane N’Gom Camara | 1992–2005 | 73     | 02   |
| 3.  | Kémoko Camara        | 1994–2013 | 71     | 0    |
| 5.  | Morlaye Soumah       | 1988–2004 | 69     | 02   |
| 6.  | Chérif Souleymane    | 1964–1977 | 68     | 20   |
| 7.  | Dianbobo Baldé       | 2000–2012 | 67     | 02   |
| 8.  | Naby-Moussa Yattara  | 2007–2019 | 61     | 0    |
| 9.  | Fodé Mansaré         | 2002–2010 | 60     | 08   |
| 10. | Titi Camara          | 1991–2004 | 57     | 27   |

### Rekordtorschützen
Stand: 19. November 2024
| #  | Name                   | Zeitraum  | Tore | Spiele |
| -- | ---------------------- | --------- | ---- | ------ |
| 1. | Ibrahima Kandia Diallo | 1960–1973 | 33   | 56     |
| 2. | Pascal Feindouno       | 1998–2012 | 30   | 85     |
| 3. | Titi Camara            | 1991–2004 | 27   | 57     |
| 4. | Mamadou Aliou Kéïta †  | 1970–1981 | 22   | 31     |
| 5. | Chérif Souleymane      | 1964–1977 | 20   | 68     |
| 6. | Souleymane Youla       | 1999–2009 | 19   | 40     |
| 7. | Ismaël Bangoura        | 2006–2015 | 13   | 52     |
| 8. | Petit Sory             | 1967–1977 | 12   | 36     |
| 8. | Mohamed Yattara        | 2009–2019 | 12   | 38     |
| 8. | Fodé Camara            | 1988–2002 | 12   | 42     |

## Trainer
- József Zakariás (1961–1968)
- Mychajlo Fomenko (1994)
- Bruno Metsu (2000)
- Luis Fernández (2014–2016)
- Mohamed Kanfory Bangoura (2016–2018)
- Paul Put (2018–2019)
- Didier Six (2019–2021)
- Kaba Diawara (seit 2021, interim)

## Spieler
- Pablo Thiam (1993–2006)
- Pascal Feindouno (seit 1998)
- Alhassane Keita (2000–2009)
- Ibrahima Yattara (2002–2013)
- Ibrahima Traoré (seit 2010)
- Naby Keïta (seit 2014)
- Simon Falette (seit 2018)
- Morgan Guilavogui (seit 2021)
- Serhou Guirassy (seit 2022)